# Centre national des arts dramatiques et scéniques du Kef
Le Centre national des arts dramatiques et scéniques du Kef est une institution théâtrale tunisienne basée au Kef.

## Lieux d'activité
- Complexe culturel Sahbi-Mosrati (600 places)
- Grand salle (500 places)
- Église Saint-Pierre (300 places)
- Salle de sport Mohammed-Gammoudi (300 places)
- Basilique (150 places)
- Salle Nouredine-Ben-Aziza (120 places)
- Salle Mohamed-Ben-Othman (90 places)
- Dar El Kahia (60 places)
- Places publiques et rues de la ville

## Manifestations annuelles
- 24 heures de théâtre non-stop
- Le théâtre fête le cinéma
- Rencontres internationales de marionnettes

## Acteurs célèbres
- Raouf Ben Yaghlane
- Aly Mrabet
- Lamine Nahdi

## Œuvres créées
- El Mansiet
- Kef El Hawa

## Direction
- 2001-2007 : Lassaâd Ben Abdallah
- 2007-? : Moez Hamza